# Parnassius cephalus
Parnassius cephalus – gatunek motyla z rodziny paziowatych.
Występuje w Tybecie i zachodnich Chinach.